# Bechamoun
Bechamoun (arabe : بشامون) est un village libanais situé dans le caza d'Aley au Mont-Liban. Il a une attitude de 40m à 580m par rapport au niveau de la mer et se situe à 12km le l'aéroport de Beyrouth. En novembre 1943, lors de l'arrestation du Président de la République Béchara el-Khoury, du Président du Conseil Riad el-Solh, et de la majorité des ministres, par les forces mandataires françaises, l'émir Majid Arslan, le ministre Habib Abou Chahla et les rescapés du coup de force des Français se retranchèrent à Bechamoun et constituèrent un gouvernement libre, prenant les armes face à l'éventualité du attaque française. Le gouvernement du Liban libre, dit "gouvernement de Bechamoun", maintint ses positions jusqu'à la libération des prisonniers, le 22 novembre 1943. Bechamoun est le premier village à avoir hissé le nouveau drapeau libanais, adopté en secret par les députés.